# Deanna Kyriazopoulos
Deanna Kyriazopoulos es una deportista australiana que compitió en taekwondo. Ganó una medalla de oro en el Campeonato de Oceanía de Taekwondo de 2016, en la categoría de –49 kg.

## Palmarés internacional
| Campeonato de Oceanía | Campeonato de Oceanía | Campeonato de Oceanía | Campeonato de Oceanía |
| Año                   | Lugar                 | Medalla               | Categoría             |
| --------------------- | --------------------- | --------------------- | --------------------- |
| 2016                  | Suva (Fiyi)           | Medalla de oro        | –49 kg                |